# 311
311 (CCCXI) fue un año común comenzado en lunes del calendario juliano, en vigor en aquella fecha.
En el Imperio romano, el año fue nombrado como el del consulado de Valerio y Maximino, o menos comúnmente, como el 1064 Ab Urbe condita, adquiriendo su denominación como 311 a principios de la Edad Media, al establecerse el anno Domini.

## Acontecimientos

### Imperio romano
- En abril, Galerio promulga el Edicto de tolerancia de Serdica, firmado en su nombre y en el de Licinio y Constantino, a favor de los cristianos.
- El 2 de julio, comienza el pontificado de San Melquíades I, sucediendo a Eusebio.

### África
- Se produce el cisma donatista en la iglesia africana.

### Asia
- Los xiongnu conquistan y saquean la ciudad de Luoyang, etapa final de la Ruta de la Seda y capital de la dinastía Jin, controlando la región durante 50 años.

## Fallecimientos
- Eusebio I, papa.
- Galerio I, emperador romano.
- Diocleciano, emperador romano.